# Jürgen Zäck
Jürgen Zäck (Coblenza, 8 de agosto de 1965) es un deportista alemán que compitió para la RFA en triatlón.
Ganó dos medallas en el Campeonato Europeo de Triatlón, plata en 1986 y bronce en 1989. Además obtuvo dos medallas de bronce en el Campeonato Europeo de Triatlón de Media Distancia, en los años 1987 y 1988, y una medalla de bronce en el Campeonato Europeo de Triatlón de Larga Distancia de 1991.
En Ironman consiguió una medalla de plata en el Campeonato Mundial de 1997.

## Palmarés internacional
| Representando a la RFA |                             |                   |            |
| Campeonato Europeo     |                             |                   |            |
| Año                    | Lugar                       | Medalla           | Prueba     |
| 1986                   | Milton Keynes (Reino Unido) | Medalla de plata  | Individual |
| 1989                   | Cascaes (Portugal)          | Medalla de bronce | Individual |

| Representando a la RFA |                      |                   |            |
| Campeonato Europeo     |                      |                   |            |
| Año                    | Lugar                | Medalla           | Prueba     |
| 1987                   | Roth (RFA)           | Medalla de bronce | Individual |
| 1988                   | Stein (Países Bajos) | Medalla de bronce | Individual |

| Representando a Alemania |                       |                   |            |
| Campeonato Europeo       |                       |                   |            |
| Año                      | Lugar                 | Medalla           | Prueba     |
| 1991                     | Almere (Países Bajos) | Medalla de bronce | Individual |

| Representando a Alemania |                        |                  |            |
| Campeonato Mundial       |                        |                  |            |
| Año                      | Lugar                  | Medalla          | Prueba     |
| 1997                     | Hawái (Estados Unidos) | Medalla de plata | Individual |